# Team Stronach
El Team Stronach era un partido político austriaco fundado por el excéntrico millonario Frank Stronach como un partido euroesceptico y nacionalista para las elecciones de 2013 en Austria, en las que consiguieron 11 escaños; fue disuelto en 2017.

## Campaña electoral
El partido abogaba por la identidad austiaca frente a la centralización europea de la Unión Europea, se presentaban como euroescepticos fuertes, una de sus reclamaciones más conocidas era acabar con «la ilusión del euro y introducir un "euro austriaco". 
También se dijo que querían mantener el euro y introducir otras monedas nacionales.
Dentro del marco austriaco, el Team Stronach se presentó como una alternativa a los "corruptos" partidos tradicionales de Austria. A diferencia de otros partidos euroescépticos de derecha, Stronach no se oponía tanto a la inmigración como otros. El Equipo Stronach apoyó el fin del reclutamiento y la introducción de un ejército de voluntarios, así como la reforma electoral, incluyendo el uso de elecciones primarias.
Se calcula que durante toda la campaña, Frank Stronach se gastó casi 25 millones de euros de su fortuna de casi 900 para los mítines de su partido.